# Bansud
Bansud est une municipalité de la province du Mindoro oriental, aux Philippines.